# Igor Zelenay
Igor Zelenay (Trenčín, 10 februari, 1982) is een Slowaakse tennisser, die in 2002 toetrad tot de rijen der professionals en is voornamelijk actief in het herendubbeltennis.

## Palmares
| Legenda                       | Legenda               |
| ----------------------------- | --------------------- |
| Grand Slam                    |                       |
| Olympische Spelen             |                       |
| tot 2009                      | vanaf 2009            |
| Tennis Masters Cup            | ATP Finals            |
| ATP Masters Series            | ATP Tour Masters 1000 |
| ATP International Series Gold | ATP Tour 500          |
| ATP International Series      | ATP Tour 250          |

### Dubbelspel
| Nr.                                      | Datum             | Toernooi            | Ondergrond    | Partner            | Tegenstander in finale                     | Score               | Details |
| ---------------------------------------- | ----------------- | ------------------- | ------------- | ------------------ | ------------------------------------------ | ------------------- | ------- |
| gewonnen finales herendubbel             |                   |                     |               |                    |                                            |                     |         |
| 1.                                       | 22 september 2019 | ATP Sint-Petersburg | Hardcourt (i) | Divij Sharan       | Matteo Berrettini Simone Bolelli           | 6-3, 3-6, [10-8]    | details |
| verloren finales herendubbel             |                   |                     |               |                    |                                            |                     |         |
| 1.                                       | 28 februari 2010  | ATP Delray Beach    | Hardcourt     | Philipp Marx       | Bob Bryan Mike Bryan                       | 3-6, 6-7(3)         | details |
| 2.                                       | 10 april 2011     | ATP Casablanca      | Gravel        | Colin Fleming      | Robert Lindstedt Horia Tecău               | 2-6, 1-6            | details |
| 3.                                       | 23 september 2012 | ATP Sint-Petersburg | Hardcourt (i) | Lukáš Lacko        | Rajeev Ram Nenad Zimonjić                  | 6-4, 4-6, [3-10]    | details |
| 4.                                       | 29 juli 2018      | ATP Gstaad          | Gravel        | Denis Moltsjanov   | Matteo Berrettini Daniele Bracciali        | 6-7(2), 6-7(5)      | details |
| gewonnen finales challengers herendubbel |                   |                     |               |                    |                                            |                     |         |
| 1.                                       | 12 augustus 2001  | Toljatti            | Hardcourt     | Karol Beck         | Abdul Hamid Makhkamov Dmitri Tomashevich   | 7-5, 4-6, 6-3       |         |
| 2.                                       | 23 november 2003  | Praag               | Tapijt (i)    | Martin Stephanek   | Karsten Braasch Jean-Claude Scherrer       | 6-4, 4-6, 6-4       |         |
| 3.                                       | 28 november 2004  | Praag               | Tapijt (i)    | Lukáš Dlouhý       | Jan Minář Jaroslav Pospisil                | 6-3, 3-6, 7-6(5)    |         |
| 4.                                       | 12 juni 2005      | Kosice              | Gravel        | Petr Luxa          | Johan Landsberg Harel Levy                 | 6-4, 6-2            |         |
| 5.                                       | 15 juli 2007      | Oberstaufen         | Gravel        | Filip Polášek      | Peter Gojowczyk Marc Sieber                | 7-5, 7-5            |         |
| 6.                                       | 30 september 2007 | Trnava              | Gravel        | Filip Polášek      | Diego Junquiera Rubén Ramírez Hidalgo      | 6-1, 6-4            |         |
| 7.                                       | 15 juni 2008      | Kosice              | Gravel        | Tomasz Bednarek    | Miguel Angel Lopez Jaen Carlos Poch-Gradin | 6-1, 4-6, [13-11]   |         |
| 8.                                       | 28 september 2008 | Trnava              | Gravel        | David Škoch        | Daniel Köllerer Michal Mertiňák            | 6-3, 6-1            |         |
| 9.                                       | 22 november 2009  | Bratislava          | Hardcourt (i) | Philipp Marx       | Leoš Friedl David Škoch                    | 6-4, 6-4            |         |
| 10.                                      | 6 december 2009   | Salzburg            | Hardcourt (i) | Philipp Marx       | Sanchai Ratiwatana Sonchat Ratiwatana      | 6-4, 7-5            |         |
| 11.                                      | 10 oktober 2010   | Bergen              | Hardcourt (i) | Filip Polášek      | Ruben Bemelmans Yannick Mertens            | 3-6, 6-4, [10-5]    |         |
| 12.                                      | 3 april 2011      | Barletta            | Gravel        | Lukáš Rosol        | Martin Fischer Andreas Haider-Maurer       | 6-3, 6-2            |         |
| 13.                                      | 27 april 2011     | Orbetello           | Gravel        | Julian Knowle      | Romain Jouan Benoît Paire                  | 6-1, 7-6(2)         |         |
| 14.                                      | 20 mei 2012       | Bordeaux            | Gravel        | Martin Kližan      | Olivier Charroin Jonathan Marray           | 7-6(5), 4-6, [10-4] |         |
| 15.                                      | 18 november 2012  | Helsinki            | Hardcourt (i) | Michail Jelgin     | Uladzimir Ignatik Jimmy Wang               | 4-6, 7-6, [10-4]    |         |
| 16.                                      | 16 juni 2013      | Kosice              | Gravel        | Kamil Capkovic     | Gero Kretschmer Alexander Satschko         | 6-4, 7-6(5)         |         |
| 17.                                      | 1 september 2013  | Como                | Gravel        | Rameez Junaid      | Marco Crugnola Stefano Ianni               | 7-5, 7-6(2)         |         |
| 18.                                      | 1 juni 2014       | Vicenza             | Gravel        | Andrej Martin      | Mateusz Kowalczyk Blazej Koniusz           | 6-1, 7-5            |         |
| 19.                                      | 6 juli 2014       | Braunschweig        | Gravel        | Andreas Siljeström | Rameez Junaid Michal Mertiňák              | 7-5, 6-4            |         |
| 20.                                      | 22 maart 2015     | Kazan               | Hardcourt (i) | Michail Jelgin     | Andrea Arnaboldi Matteo Viola              | 6-3, 6-3            |         |
| 21.                                      | 17 mei 2015       | Heilbronn           | Gravel        | Mateusz Kowalczyk  | Dominik Meffert Tim Pütz                   | 6-4, 6-3            |         |
| 22.                                      | 13 juni 2015      | Praag               | Gravel        | Mateusz Kowalczyk  | Roberto Maytín Miguel Ángel Reyes-Varela   | 6-2, 7-6(5)         |         |
| 23.                                      | 23 augustus 2015  | Cordenons           | Gravel        | Andrej Martin      | Dino Marcan Antonio Šančić                 | 6-4, 5-7, [10-8]    |         |
| 24.                                      | 15 november 2015  | Bratislava          | Hardcourt (i) | Ilia Bozoljac      | Ken Skupski Neal Skupski                   | 7-6(3), 4-6, [10-5] |         |
| 25.                                      | 21 november 2015  | Brescia             | Hardcourt (i) | Ilia Bozoljac      | Mirza Bašić Nikola Mektić                  | 6-0, 6-3            |         |
| 26.                                      | 20 maart 2016     | Kazan               | Hardcourt (i) | Aliaksandr Bury    | Konstantin Kravtsjoek Philipp Oswald       | 6-2, 4-6, [10-6]    |         |
| 27.                                      | 5 juni 2016       | Prostějov           | Gravel        | Aliaksandr Bury    | Julio Peralta Hans Podlipnik Castillo      | 6-4, 6-4            |         |
| 28.                                      | 31 juli 2016      | Praag               | Gravel        | Julian Knowle      | Tomasz Bednarek Max Schnur                 | 6-4, 6-3            |         |
| 29.                                      | 5 februari 2017   | Quimper             | Hardcourt (i) | Michail Jelgin     | Ken Skupski Neal Skupski                   | 2-6, 7-5, [10-5]    |         |
| 30.                                      | 19 februari 2017  | Cherbourg           | Hardcourt (i) | Roman Jebavý       | Dino Marcan Tristan-Samuel Weissborn       | 7-6, 6-7, [10-6]    |         |
| 31.                                      | 30 april 2017     | Francavilla         | Gravel        | Julian Knowle      | Rameez Junaid Kevin Krawietz               | 2-6, 6-2, [10-7]    |         |
| 32.                                      | 16 juli 2017      | Braunschweig        | Gravel        | Julian Knowle      | Gero Kretschmer Kevin Krawietz             | 6-3, 7-6            |         |
| 33.                                      | 11 maart 2018     | Zhuhai              | Hardcourt     | Denis Moltsjanov   | Aliaksandr Bury Peng Hsien-yin             | 7-5, 7-6            |         |
| 34.                                      | 15 april 2018     | Barletta            | Gravel        | Denis Moltsjanov   | Ariel Behar Máximo González                | 6-1, 6-2            |         |
| 35.                                      | 22 april 2018     | Tunis               | Gravel        | Denis Moltsjanov   | Jonathan Eysseric Joe Salisbury            | 7-6, 6-2            |         |
| 36.                                      | 10 juni 2018      | Prostějov           | Gravel        | Denis Moltsjanov   | Pablo Cuevas Martin Cuevas                 | 4-6, 6-3, [10-7]    |         |
| 37.                                      | 19 augustus 2018  | Cordenons           | Gravel        | Denis Moltsjanov   | Andrej Martin Daniel Muñoz de la Nava      | 3-6, 6-3, [11-9]    |         |
| 38.                                      | 11 november 2018  | Bratislava          | Hardcourt (i) | Denis Moltsjanov   | Ramkumar Ramanathan Andrej Vasiljevski     | 6-2, 3-6, [11-9]    |         |
| 39.                                      | 14 april 2019     | Barletta            | Gravel        | Denis Moltsjanov   | Tomislav Brkic Tomislav Draganja           | 7-6, 6-4            |         |
| 40.                                      | 28 april 2019     | Francavilla         | Gravel        | Denis Moltsjanov   | Guillermo Durán David Vega Hernandez       | 6-3, 6-2            |         |
| 41.                                      | 11 augustus 2019  | Augsburg            | Gravel        | Andrej Vasiljevski | Ivan Sabanov Matej Sabanov                 | 4-6, 6-4, [10-3]    |         |
| 42.                                      | 6 september 2020  | Ostrava             | Gravel        | Artem Sitak        | Karol Drzewiecki Szymon Walkow             | 7-5, 6-4            |         |
| 43.                                      | 8 augustus 2021   | Liberec             | Gravel        | Roman Jebavý       | Geoffrey Blancaneaux Maxime Janvier        | 6-2, 6-7, [10-5]    |         |
| 44.                                      | 31 oktober 2021   | Ismaning            | Tapijt (i)    | Andre Begemann     | Marek Gengel Tomáš Macháč                  | 6-2, 6-4            |         |
| 45.                                      | 17 april 2022     | Madrid              | Gravel        | Adam Pavlásek      | Francisco Cabral Manuel Guinard            | 6-3, 6-3            |         |
| 46.                                      | 15 mei 2022       | Zagreb              | Gravel        | Adam Pavlásek      | Domagoj Biljesko Andrej Sjepeljov          | 4-6, 6-3, [10-2]    |         |

## Resultaten grandslamtoernooien
| Legenda | Legenda                          |
| ------- | -------------------------------- |
| g.t.    | geen toernooi gehouden           |
| l.c.    | lagere categorie                 |
| –       | niet deelgenomen                 |
| G       | uitgeschakeld in de groepsfase   |
| 1R      | uitgeschakeld in de eerste ronde |
| 2R      | uitgeschakeld in de tweede ronde |
| 3R      | uitgeschakeld in de derde ronde  |
| 4R      | uitgeschakeld in de vierde ronde |
| KF      | uitgeschakeld in de kwartfinale  |
| HF      | uitgeschakeld in de halve finale |
| F       | de finale verloren               |
| W       | het toernooi gewonnen            |
| w-v     | winst/verlies-balans             |

### Mannendubbelspel
| Toernooi             | 2008 | 2009 | 2010 | 2011 | 2012 | 2013 | 2014 | 2015 | 2016 | 2017 | 2018 | 2019 | 2020 | 2021 |
| -------------------- | ---- | ---- | ---- | ---- | ---- | ---- | ---- | ---- | ---- | ---- | ---- | ---- | ---- | ---- |
| grandslamtoernooien  |      |      |      |      |      |      |      |      |      |      |      |      |      |      |
| Australian Open      | –    | –    | 3R   | 2R   | 1R   | 1R   | –    | –    | 1R   | –    | –    | 2R   | 1R   | 1R   |
| Roland Garros        | –    | 3R   | 1R   | 1R   | –    | 1R   | –    | –    | –    | –    | –    | 2R   | 1R   | –    |
| Wimbledon            | 3R   | 3R   | 2R   | 1R   | 1R   | 1R   | 1R   | 1R   | 1R   | 1R   | –    | 1R   | g.t. | 1R   |
| US Open              | –    | 1R   | 2R   | –    | –    | –    | –    | –    | –    | –    | –    | 1R   | –    |      |
| olympisch            |      |      |      |      |      |      |      |      |      |      |      |      |      |      |
| Olympische Spelen    | –    | g.t. | g.t. | g.t. | –    | g.t. | g.t. | g.t. | 1R   | g.t. | g.t. | g.t. | g.t. |      |
| Statistieken         |      |      |      |      |      |      |      |      |      |      |      |      |      |      |
| Totaal aantal titels | 0    | 0    | 0    | 0    | 0    | 0    | 0    | 0    | 0    | 0    | 0    | 1    | 0    | 0    |
| Eindejaarsranking    | 79   | 71   | 66   | 78   | 83   | 123  | 146  | 73   | 118  | 106  | 68   | 65   | 73   |      |